# Депутаты Верховного Совета РСФСР от Якутской АССР

Депутаты Верховного Совета РСФСР от Якутской АССР
Депутаты указаны по году выборов в Верховный Совет РСФСР.

## 1938 год
1. Комаренко, Лидия Елисеевна — Якутский-Центральный округ.
2. Богатырев, Афанасий Данилович — Якутский-Северный округ.
3. Аммосов, Пётр Васильевич — Алданский округ.

## 1959 год
1. Кучеров, Василий Максимович, Председатель Совета Министров Якутской АССР. Алданский округ.
2. Нартахова, Мария Дмитриевна, Председатель Президиума Верховного Совета Якутской АССР. Якутский — Центральный округ.
3. Таврат, Николай Иванович, председатель колхоза. Якутский — Северный округ.

## 1963 год
1. Иванов, Семён Александрович, слушатель Высшей партийной школы при ЦК КПСС. Вилюйский округ.
2. Леликов, Алексей Емельянович, второй секретарь Якутского обкома КПСС. Северный округ.
3. Овчинникова, Александра Яковлевна, второй секретарь Якутского горкома КПСС. Якутский округ.
4. Скрябин, Валерий Степанович, звеньевой-механизатор колхоза имени И. Строда Заречного производственного колхозно-совхозного управления. Алданский округ.

## 1967 год
1. Власов, Александр Владимирович, второй секретарь Якутского обкома КПСС. Вилюйский округ.
2. Макарова, Евдокия Михайловна, главный зоотехник колхоза им. Карла Маркса Чурапчинского района. Алданский округ.
3. Овчинникова, Александра Яковлевна, Председатель Президиума Верховного Совета Якутской АССР. Якутский округ.
4. Петров, Иван Иванович, Председатель Совета Министров Якутской АССР. Северный округ.

## 1971 год
1. Власов, Александр Владимирович, второй секретарь Якутского обкома КПСС. Вилюйский округ.
2. Гуляева, Екатерина Петровна, бригадир-зоотехник колхоза «Октябрь» Усть-Алданского района. Алданский округ.
3. Овчинникова, Александра Яковлевна, Председатель Президиума Верховного Совета Якутской АССР. Якутский округ.
4. Петров, Иван Иванович, Председатель Совета Министров Якутской АССР. Северный округ.

## 1975 год
1. Галкин, Андрей Фёдорович, второй секретарь Якутского обкома КПСС. Вилюйский округ.
2. Нечаев, Владимир Александрович, управляющий Российской республиканской конторой Стройбанка СССР. Алданский округ.
3. Овчинникова, Александра Яковлевна, Председатель Президиума Верховного Совета Якутской АССР. Якутский округ.
4. Петров, Иван Иванович, Председатель Совета Министров Якутской АССР. Северный округ.
5. Петрова, Мария Николаевна, бригадир овощеводческой бригады Покровского опытно-производственного хозяйства Якутского научно-исследовательского института сельского хозяйства. Орджоникидзевский округ.